# Metacnephia tetraginata
Metacnephia tetraginata är en tvåvingeart som först beskrevs av Rubtsov 1951.  Metacnephia tetraginata ingår i släktet Metacnephia och familjen knott. Inga underarter finns listade i Catalogue of Life.